# Upper Arlington
Upper Arlington è una città degli Stati Uniti d'America, situata nello Stato dell'Ohio, nella contea di Franklin. La località fa parte dell'area metropolitana di Columbus.